# Раміро Бенавідес
Раміро Бенавідес (ісп. Ramiro Benavides; нар. 30 січня 1947) — колишній болівійський тенісист.
Найвищу одиночну позицію світового рейтингу — 124 місце досяг 12 грудня 1976, парну — 243 місце — 3 січня 1983 року.
Найвищим досягненням на турнірах Великого шолома було 2 коло в одиночному та парному розрядах.

## Титули на челленджерах

### Парний розряд: (4)
| Ранг | Рік  | Турнір                            | Покриття | Партнер        | Суперники                        | Рахунок            |
| ---- | ---- | --------------------------------- | -------- | -------------- | -------------------------------- | ------------------ |
| 1.   | 1978 | Шривпорт, Сполучені Штати Америки | Тверде   | Режан Женуа    | Вуді Блочер Дік Р. Борнстедт     | 7–6, 4–6, 6–2      |
| 2.   | 1978 | Ешвілл, Сполучені Штати Америки   | Ґрунт    | Режан Женуа    | Джей Ділуї Ферді Тейган          | 7–5, 4–6, 7–6      |
| 3.   | 1981 | Неаполь, Італія                   | Ґрунт    | Рікардо Акунья | Алехандро П'єрола Рікардо Рівера | 6–1, 6–1           |
| 4.   | 1981 | Целль-ам-Зее, Австрія             | Ґрунт    | Рікардо Акунья | Вейн Гемпсон Кріс Джонстон       | 6–7, 7–6, 7–6, 7–5 |